# Rieulay
 Rieulay  es una comuna y población de Francia, en la región de Norte-Paso de Calais, departamento de Norte, en el distrito de Douai y cantón de Marchiennes.
Está integrada en la Communauté de communes Cœur d'Ostrevent.

## Demografía
| 223 | 303 | 283 | 364 | 400 | 400 | 405 | 416 | 440 | 459 | 467 | 484 | 503 | 514 | 492 | 510 | 513 | 521 | 664 | 675 | 549 | 546 | 513 | 496 | 999 | 971 | 1 071 | 1 034 | 1 088 | 1 271 | 1 278 | 1 423 | 1 421 |
| Para los censos de 1962 a 1999 la población legal corresponde a la población sin duplicidades (Fuente: INSEE [Consultar]) |     |     |     |     |     |     |     |     |     |     |     |     |     |     |     |     |     |     |     |     |     |     |     |     |     |       |       |       |       |       |       |       |

Forma parte de la aglomeración urbana de Valenciennes.